# Westfield (Illinois)
Westfield és una població dels Estats Units a l'estat d'Illinois. Segons el cens del 2000 tenia 678 habitants.

## Demografia
Segons el cens del 2000, Westfield tenia 678 habitants, 277 habitatges, i 195 famílies. La densitat de població era de 261,8 habitants/km².
Dels 277 habitatges en un 32,5% hi vivien nens de menys de 18 anys, en un 61% hi vivien parelles casades, en un 6,5% dones solteres, i en un 29,6% no eren unitats familiars. En el 27,8% dels habitatges hi vivien persones soles el 15,2% de les quals corresponia a persones de 65 anys o més que vivien soles. El nombre mitjà de persones vivint en cada habitatge era de 2,45 i el nombre mitjà de persones que vivien en cada família era de 2,98.
Per edats la població es repartia de la següent manera: un 27% tenia menys de 18 anys, un 6,6% entre 18 i 24, un 27,9% entre 25 i 44, un 22% de 45 a 60 i un 16,5% 65 anys o més.
L'edat mediana era de 37 anys. Per cada 100 dones de 18 o més anys hi havia 92,6 homes.
La renda mediana per habitatge era de 31.953 $ i la renda mediana per família de 37.941 $. Els homes tenien una renda mediana de 28.750 $ mentre que les dones 24.375 $. La renda per capita de la població era de 14.103 $. Aproximadament el 6,2% de les famílies i l'11,2% de la població estaven per davall del llindar de pobresa.

## Poblacions més properes
El següent diagrama mostra les poblacions més properes.